# Forma Publishing Group
Forma Publishing Group var ett svenskt tidskriftsförlag.
Forma, tidigare Ica Förlaget AB i Västerås var ett helägt dotterbolag till Ica Gruppen AB. Det grundades 1941 som en avdelning inom ICA och blev eget bolag 1945. Förlaget gav ut tidskrifter såsom Icakuriren och Hus & Hem samt facktidningar som Icanyheter och Market. 
I Forma Publishing Group ingick Forma Books som ägde bokförlagen Ica Bokförlag, Damm Förlag, B. Wahlströms Bokförlag och Ponto Pocket. 
Forma Publishing Groups tidskriftsdel såldes 2014 till Egmont Tidskrifter. Forma Books såldes till Massolit förlag. Facktidningarna Icanyheter och Market köptes av Ica-handlarnas Förbund och samlades i mediehuset Hakon Media.

## Tidskrifter
- Icakuriren 1942–2014
- Hus & Hem 1987–2014
- Icanyheter 1968–2014
- Market
- Hälsa 1940–2014
- Hem o Fritid 1966–1983